# Calathocratus rhodiensis
Espèce
Synonymes
- Trogulocratus rhodiensis Gruber, 1963

Calathocratus rhodiensis est une espèce d'opilions dyspnois de la famille des Trogulidae.

## Distribution
Cette espèce est endémique du Dodécanèse en Grèce. Elle se rencontre sur Rhodes.

## Description
Le mâle holotype mesure 6,13 mm et la femelle paratype 7,18 mm.

## Systématique et taxinomie
Cette espèce a été décrite sous le protonyme Trogulocratus rhodiensis par Gruber en 1963. Elle est placée dans le genre Calathocratus par Schönhofer et Martens en 2010.

## Étymologie
Son nom d'espèce, composé de rhod(i)[od] et du suffixe latin -ensis, « qui vit dans, qui habite », lui a été donné en référence au lieu de sa découverte, Rhodes.

## Publication originale
- Gruber, 1963 : « Ergebnisse der von Dr. O. Paget und Dr. E. Kritscher auf Rhodos durchgefhrten zoologischen Exkursionen. VII. Scorpiones und Opiliones. » Annalen des Naturhistorischen Museums in Wien, vol. 66, p. 307–316.